# Processo Ulm Einsatzgruppen
Il processo Ulm Einsatzgruppen si tenne il 28 aprile 1958 davanti alla Corte d'assise di Ulm, furono accusati dieci membri appartenenti a Gestapo, Sicherheitsdienst e Ordnungspolizei, e anche all'Einsatzkommando Tilsit: secondo un rapporto di Stahlecker, uccisero 5.502 ebrei (uomini, donne e bambini), tutti assassinati nella zona di confine lituana nel 1941. Il processo fu celebrato in Germania Ovest secondo le leggi civili tedesche dell'epoca ed è considerato il punto di svolta in campo giuridico nei confronti del nazionalsocialismo.

## Processi e sentenze
Nel dopoguerra tutti gli imputati tornarono alla vita civile, fu solo quando lo SS-Oberführer Bernhard Fischer-Schweder fece causa allo stato federale del Baden-Württemberg per la sua reintegrazione che iniziarono le indagini del pubblico ministero. Fu il primo grande processo contro i criminali nazionalsocialisti davanti a un tribunale penale tedesco.
Furono sotto processo il capo della polizia di Memel, Bernhard Fischer-Schweder, e altri nove membri dell'Einsatzkommando Tilsit: Hans-Joachim Böhme, Werner Hersmann, Edwin Sakuth, Werner Kreuzmann, Harm Willms Harms, Gerhard Carsten,Franz Behrendt, Pranas Lukys, Werner Schmidt-Hammer.
Complessivamente testimoniarono o lessero i verbali delle loro dichiarazioni 184 persone, tra cui l'SS-Standartenfuhrer Martin Sandberger e alcuni testimoni oculari sopravvissuti. Tra le prove considerate ci fu anche la Direttiva n° 21 della Wehrmacht.
Tutti gli imputati furono condannati a una pena detentiva per omicidio compresa tra 3 e 15 anni, perdendo anche i loro diritti civili per un certo periodo di tempo. Il 29 agosto 1958, sebbene la Procura della Repubblica avesse sottolineato l'importanza dell'iniziativa personale negli omicidi e avesse chiesto l'ergastolo per diversi ex comandanti delle SS, gli imputati furono condannati solo come "assistenti", come se gli autori dell'atto non avessero voluto compierlo: nel periodo del processo ciò corrispose a trattare la giurisprudenza dei casi come nel passato e cioè a considerare come principali autori dei reati Hitler, Himmler o Heydrich. Questo fu anche l'obiettivo della strategia della difesa durante il processo: la corte seguì il racconto di Böhme secondo cui antecedentemente alla prima operazione di omicidio, avvenuta a Gargždai il 24 giugno 1941, Stahlecker ordinò, con l'avallo della RSHA, di uccidere tutti gli uomini, donne e bambini ebrei.
Secondo una successiva ricerca, ciò appare improbabile: in un rapporto del 1º luglio 1941 Böhme indicò solo l'approvazione e il "consenso" di Stahlecker, un'istruzione chiara per l'omicidio sistematico di donne e bambini ebrei non è stata provata in modo affidabile e ciò corrisponde anche alla scelta di non includere donne e bambini degli omicidi sistematici, almeno fino all'agosto 1941.
| Accusato                  | Numero di casi di omicidio imputati | Pena           | Numero di anni senza diritti civili |
| ------------------------- | ----------------------------------- | -------------- | ----------------------------------- |
| Hans-Joachim Böhme        | in 3907 casi                        | 15 anni        | 10 anni                             |
| Werner Hersmann           | in 1656 casi                        | 15 anni        | 10 anni                             |
| Bernhard Fischer-Schweder | in 526 casi                         | 10 anni        | 7 anni                              |
| Pranas Lukys              | in 315 casi                         | 7 anni         | 5 anni                              |
| Werner Kreuzmann          | in 415 casi                         | 5 anni         | 4 anni                              |
| Harm Willms Harms         | in 526 casi                         | 3 anni         | 2 anni                              |
| Franz Behrendt            | in 1126 casi                        | 5 anni, 3 mesi | 3 anni                              |
| Gerhard Carsten           | in 423 casi                         | 4 anni         | 3 anni                              |
| Edwin Sakuth              | in 526 casi                         | 3 anni, 6 mesi | 2 anni                              |
| Werner Schmidt-Hammer     | in 526 casi                         | 3 anni         |                                     |

## Conseguenze
I media hanno ampiamente seguito l'andamento del processo suscitando uno straordinario interesse nell'opinione pubblica. Alcuni titoli come "Il capitolo più oscuro della storia tedesca", "A Ulm un'intera epoca è davanti al tribunale" e "La verità finalmente è venuta alla luce" evidenziarono l'importanza del processo dell'estate del 1958, segnando un punto di svolta per la magistratura tedesca nella gestione dei criminali nazionalsocialisti e allo stesso tempo portò l'Olocausto all'attenzione del grande pubblico, in questo modo diventò evidente anche la gran parte dei crimini di massa ancora da indagare e punire, e che le responsabilità poco chiare ostacolarono il lavoro investigativo.
Inizialmente, le potenze occupanti portarono avanti i processi contro gli autori dei crimini nei confronti del personale militare e civile alleato o contro gli accusati di crimini contro l'umanità. Spettò invece alla giurisdizione tedesca perseguire i crimini nazisti di cui erano vittime gli stessi cittadini tedeschi e quando le potenze occupanti si ritirarono, fu perseguita solo una parte di quei crimini di massa nazisti per i quali avevano giurisdizione. Diventò quindi evidente l'urgenza di un lavoro investigativo sistematico: la società del dopoguerra, che cercò di eludere la necessità di fare i conti con il passato, si confrontò con gli atti più orribili negli anni successivi, nel 1961 con il processo Eichmann e poi dal 1963 con il processo di Auschwitz.
Una conseguenza del processo di Ulm fu l'istituzione dell'Ufficio centrale dell'amministrazione statale della giustizia per le indagini sui crimini nazionalsocialisti con sede a Ludwigsburg (noto in breve come Ufficio centrale di Ludwigsburg): in quasi tutti i casi, le indagini preliminari gettarono le basi per il perseguimento federale dei crimini nazisti; cominciò a lavorare il 1º dicembre 1958 e fu diretto dal procuratore generale di Stoccarda, Erwin Schüle, che aveva sostenuto l'istanza dell'accusa nel processo di Ulm.